# Anders Wall (tonsättare)
Nils Anders Carl Wall, född 23 september 1974 i Botkyrka, är en svensk tonsättare, ljudkonstnär och ljuddesigner.

## Biografi
Under uppväxten i Västerås blev akustisk gitarr Anders Walls första instrument. Efter gymnasiet undervisade han i gitarr, mandolin, el-gitarr, elbas och ensemblespel på kulturskolan i Västerås och musikskolan och gymnasiet (estet-programmet) i Köping.
I den svenska tv-såpans barndom var Anders Wall driftchef på Hollyhammar där man gjorde TV-serien Vänner och fiender. Runt 1000 avsnitt på tre olika språk spelades in innan Wall flyttade till London för en fortsatt tv-karriär.
Åter i Sverige avlade han en masterexamen i komposition för film vid Musikhögskolan i Malmö och Lunds universitet. Samtidigt arbetade han som ljudbearbetare och tv-tekniker på Sveriges Television i Stockholm och Malmö.
Sedan sin examen har han skrivit musik både för konserter och olika medier, bland annat till kortfilmen Draken, som gick upp på Folkets Bio, gavs ut på DVD och framfördes av Malmö Symfoniorkester till storbildsprojektion i konsertprogrammet Score.
Vidare har han komponerat Prins Achmeds äventyr, beställd och framförd av Storströms Kammarensemble, samt Vid vintergatans slut och spinoff-serien Pax Jordiska Äventyr.
År 2012 skrev Wall Rosenfred 2012 för kulturskolan i Varberg i vilket samtliga elever skulle kunna medverka. 320 elever deltog i uruppförandet och Kulturskolan Varberg beställde ett nytt verk, Rosenfred 2013.

## Verk i urval

### Orkesterverk
- Draken (2009) – Malmö Symfoniorkester – 13 min . Verket framfördes synkront, under ledning av Samuli Örnströmer, med filmen Draken (Regi Nils Moström).
- Vid vintergatans slut (2010) – Malmö Symfoniorkester, dirigent Samuli Örnströmer.

### Ensembleverk
- Rosenfred 2013 (2013) – Kulturskolan Varberg. Verk för kulturskolans elever. Det uruppfördes vid Rosenfredsfestivalen 2013.
- Rosenfred 2012 (2012) – Kulturskolan Varberg – 6 min. Verk för kulturskolans elever som uruppfördes vid Rosenfredsfestivalen 2012.
- De Onda, de goda, de blåser (2012) – Blåsarsymfonikerna – 3 min 30 sek
- Vintergatan - The Good Guys (2011) – Blåsarsymfonikerna – 6 min. Dirigent Michael Bartosch, inspelat av Sveriges Radio P2 Live. Barnföreställning på Musikaliska under ledning av Peter Nordahl.
- Prins Achmed (2010) – Storstöms Kammarensemble – 16 min. Ett beställningsverk till "Orientfestivalen" där stycket framfördes under ledning av Martin Nagashima Toft till den, från 1926, tecknade filmen Die Abenteuer Des Prinzen Achmed (Regi Lotte Reiniger).
- Ruslan (2010) – Jönköpings Sinfonietta – 8 min 30 sek, dirigent David Björkman
- Spam Pt.II (2009) – Ensemble För Ny Musik – 10 min, dirigent Peter Nordahl. Blandad ensemble och video. Heroic & Next Of Kin ingår i stycket Spam Pt.II.
- Heroic & Next Of Kin (2008) – Ensemble För Ny Musik – 2 min, dirigent Peter Nordahl.

### Elektroakustiska verk
- Surgery (2011) - Performance för två högtalare med livevideo – 6 min. Den uruppfördes i Lugano, Schweiz, på Techarteco Festivalen 2011 av Fabio Monni, Alessandro Perini, Anders Wall (gruppoGruppo)[4].
- Scanian Landscapes (2011) - Spring (för två högtalare) – 4min 40sek. Stycket kom till final i tävlingen ”Europe – A Sound Panorama” (Ebu).
- The Cliche Sixten Sparre (2010) - För fem högtalare och video – 6 min 30 sek. Uruppfördes i Lugano, Schweiz, på Techarteco Festivalen 2011.
- Villa Wall (2010) - För fem högtalare – 17 min. Det uruppfördes på Connect festivalen 2010.
- L'hiver Au Printemps (2009) - För två högtalare – 8 min. Det uruppfördes i SR P2 och programmet Monitor Mix.
- Charter – 2109 (2009) - För två högtalare – 1 min 40 sek. Det uruppfördes på Connect festivalen 2009.

### TV
- Svenska Husdrömmar - 2014 (SVT)
- Pax Jordiska Äventyr – 2014 (SVT)
- Sverige! Originalmusik[5] – 2013 (SVT)
- Pax Jordiska Äventyr – 2012 (SVT)
- Nya Landgång – 2012  (SVT)
- Valvaka Usa Valet – 2012 (SVT)
- Landgång Australien – 2011 (SVT)
- Ponnyakuten – 2011 (SVT)
- I Anneli - 2011 (SVT)
- Vid Vintergatans Slut - 2010 (SVT)

### Radio
- SR P2 Uppesittarkväll – 2012 (SR P2)
- Miriams Jazz Originalmusik – 2011 (SR P2)
- Monitormix Bakgrund – 2009 (SR P2)
- P4 Madonna Special - Virginbakgrund - 2009 (SR P4)
- Casino – Bakgrunder – 2007 (SR P4)
- P4 Europa – Signatur & Tralla – 2007 (SR P4)

### Film
- KK – 2013 - Novellfilm (Anagram Produktion)
- Nordic Cookery – 2013 (Luckyday /BBC)
- Ruslan – 2010 - Dramadokumentär (Anagram Produktion)
- Pillow Talk – 2009 - Kortfilm (Anagram Produktion)
- Draken – 2009 (Folkets Bio)
- Jubileumsmelodi – 2008 (Good World)

### Spel
- Vintergatan Webbspel – 2010 (Hutnu )

### Sologitarr
- Anders Wall – Hands – 2002 Cd-Skiva (IOART001)[6]

### Övrig information
Anders Wall driver även företaget WallofSound AB och håller workshops i ”Att redigera med musik” för SVT-personal i Malmö och Göteborg. Han utför konsultuppdrag inom studiobygge, akustikfrågor, ljuddesign och teknik. Han föreläser ofta om filmmusik – både för intresserade och professionella och har ett nära samarbete med Filmutbildningen vid Skurups Folkhögskola.
På det musikvetenskapliga programmet vid Lunds Universitet har Wall utbildat studenter i musikteori och digital notation.
Anders Wall har arrangerat en mängd musik för bland annat Unicef och diverse CD-utgåvor. Han tillverkar sina egna elektroniska instrument, och är medskapare av mjukvaran SonicCouture Crowd Choir, 8Dio Fr33 Radicals & Fr33 Angels.